# Унион Атлетико Маракайбо
«Унион Атлетико Маракайбо» (в переводе — Спортивный Союз Маракайбо), либо просто «Маракайбо» (исп. Unión Atlético Maracaibo) — футбольный клуб в Венесуэле.

## История
Чемпионом Венесуэлы становился лишь один раз, однако стабильные высокие результаты позволили команде в 2000-е годы регулярно участвовать в международных клубных турнирах Южной Америки. Четырежды УА «Маракайбо» участвовал в Кубке Либертадорес, однако ни разу клуб из Маракайбо не смог преодолеть групповую стадию турнира. В 2008 году Маракайбо также принял участие в Южноамериканском кубке.
На домашнем 35-тысячном стадионе УА «Маракайбо» «Хосе Паченчо Ромеро» в 2007 году прошёл финал Кубка Америки, в котором сборная Бразилии разгромила Аргентину со счётом 3:0 и в восьмой раз в своей истории стала чемпионом континента.
По итогам сезона 2008/09 УА «Маракайбо» занял 15-е место в чемпионате и сохранил себе место на следующий сезон. Однако из-за финансовых проблем был вынужден сняться с турнира на следующий сезон. Последним сезоном в истории клуба стал 2010/11, по итогам которого команда заняла 17-е место во Втором дивизионе.

## Достижения
- Чемпион Венесуэлы (1): 2004/2005
  - Финалист Кубка Венесуэлы (1): 2007/2008
  - Участник Кубка Либертадорес (4): 2004, 2006, 2007, 2008